# Aeluroscalabotes
Aeluroscalabotes é um género de répteis escamados da família Gekkonidae.
Este género, tal como a sub-família a que pertence, só contém uma espécie: Aeluroscalabotes felinus.
Esta espécie é nocturna e arborícola. Pode ser encontrada na Ásia, mais precisamente na península malaia, Tailândia, e nas regiões de Kalimantan, Sarawak e Sabah.

## Taxonomia
Vários taxonomistas fizeram descrições de espécies, levando a alguns equívocos iniciais acerca da classificação. No entanto, as suas características morfológicas distintivas foram suficientes para mais tarde clarificar a classificação.
Actualmente são reconhecidas duas subespécies:
- Aeluroscalabotes felinus felinus (Günther, 1864)
- Aeluroscalabotes felinus multituberculatus (Kopstein, 1927) - endémica da Indonésia

## Sinónimos
Pentadactylus felinus
Pentadactylus borneensis
Pentadactylus dorsalis
Aelurosaurus felinus
Aelurosaurus dorsalis
Aeluroscalabotes longicaudatus
Aeluroscalabotes dorsalis